# Yuko Arakida
Yuko Arakida (Japans: 荒木田裕子, Arakida Yuko) (Tazawako, 14 februari 1954 – 16 september 2024) was een Japans volleybalspeelster.
In 1974 werd Arakida met de Japanse ploeg wereldkampioen in Mexico.
Met het Japanse team won ze op de Olympische Zomerspelen 1976 een gouden medaille. 
De 1,73 meter lange Arakida speelde in het Hitachi Belle Fille-team. Sedert 2007 zit zij bij de Olympic Counsel of Asia.
Arakida overleed op 16 september 2024 op 70-jarige leeftijd.